# Giải bóng đá Ngoại hạng Cộng hòa Ireland
Giải bóng đá Ngoại hạng Cộng hòa Ireland (tiếng Anh: League of Ireland Premier Division, tiếng Ireland: Príomhroinn Sraith na hÉireann), còn được gọi là SSE Airtricity League Premier Division vì lý do tài trợ, là một giải bóng đá chuyên nghiệp tại Cộng hòa Ireland và là giải đấu cao nhất trong hệ thống giải bóng đá Cộng hòa Ireland. Giải đấu có sự tham gia của 10 câu lạc bộ, hoạt động theo hệ thống thăng hạng và xuống hạng cùng với Giải hạng nhất Ireland.
Giải đấu được thành lập năm 1985 do sự tái tổ chức của Liên đoàn Ireland. St. Patrick's Athletic và Bohemians là hai đội bóng duy nhất chưa bao giờ xuống hạng khỏi Premier Division. Giải đấu đã hai lần được câu lạc bộ Derry City có trụ sở tại Bắc Ireland giành chiến thắng, sự hiện diện của câu lạc bộ này trong giải đấu khiến nó trở thành một cuộc thi xuyên biên giới. Kể từ năm 2003, Giải Ngoại hạng diễn ra từ mùa xuân đến mùa thu cùng năm. Năm 2025 đã trở thành năm đầu tiên mà giải đấu hoàn toàn bao gồm các câu lạc bộ và cầu thủ chuyên nghiệp toàn thời gian.

## Danh sách các nhà vô địch
| Mùa giải  | Vô địch               | Á quân                | Hạng ba               |
| --------- | --------------------- | --------------------- | --------------------- |
| 1982-83   | Athlone Town          | Drogheda United       | Dundalk               |
| 1983–84   | Shamrock Rovers       | Bohemians             | Athlone Town          |
| 1984–85   | Shamrock Rovers       | Bohemians             | Athlone Town          |
| 1985–86   | Shamrock Rovers       | Galway United         | Dundalk               |
| 1986–87   | Shamrock Rovers       | Dundalk               | Bohemians             |
| 1987–88   | Dundalk               | St Patrick's Athletic | Bohemians             |
| 1988–89   | Derry City            | Dundalk               | Limerick City         |
| 1989–90   | St Patrick's Athletic | Derry City            | Dundalk               |
| 1990–91   | Dundalk               | Cork City             | St Patrick's Athletic |
| 1991–92   | Shelbourne            | Derry City            | Cork City             |
| 1992–93   | Cork City             | Bohemians             | Shelbourne            |
| 1993–94   | Shamrock Rovers       | Cork City             | Galway United         |
| 1994–95   | Dundalk               | Derry City            | Shelbourne            |
| 1995–96   | St Patrick's Athletic | Bohemians             | Sligo Rovers          |
| 1996–97   | Derry City            | Bohemians             | Shelbourne            |
| 1997–98   | St Patrick's Athletic | Shelbourne            | Cork City             |
| 1998–99   | St Patrick's Athletic | Cork City             | Shelbourne            |
| 1999–2000 | Shelbourne            | Cork City             | Bohemians             |
| 2000–01   | Bohemians             | Shelbourne            | Cork City             |
| 2001–02   | Shelbourne            | Shamrock Rovers       | St Patrick's Athletic |
| 2002–03   | Bohemians             | Shelbourne            | Shamrock Rovers       |
| 2003      | Shelbourne            | Bohemians             | Cork City             |
| 2004      | Shelbourne            | Cork City             | Bohemians             |
| 2005      | Cork City             | Derry City            | Shelbourne            |
| 2006      | Shelbourne            | Derry City            | Drogheda United       |
| 2007      | Drogheda United       | St Patrick's Athletic | Bohemians             |
| 2008      | Bohemians             | St Patrick's Athletic | Derry City            |
| 2009      | Bohemians             | Shamrock Rovers       | Cork City             |
| 2010      | Shamrock Rovers       | Bohemians             | Sligo Rovers          |
| 2011      | Shamrock Rovers       | Sligo Rovers          | Derry City            |
| 2012      | Sligo Rovers          | Drogheda United       | St Patrick's Athletic |
| 2013      | St Patrick's Athletic | Dundalk               | Sligo Rovers          |
| 2014      | Dundalk               | Cork City             | St Patrick's Athletic |
| 2015      | Dundalk               | Cork City             | Shamrock Rovers       |
| 2016      | Dundalk               | Cork City             | Derry City            |
| 2017      | Cork City             | Dundalk               | Shamrock Rovers       |
| 2018      | Dundalk               | Cork City             | Shamrock Rovers       |
| 2019      | Dundalk               | Shamrock Rovers       | Bohemians             |
| 2020      | Shamrock Rovers       | Bohemians             | Dundalk               |
| 2021      | Shamrock Rovers       | St Patrick's Athletic | Sligo Rovers          |
| 2022      | Shamrock Rovers       | Derry City            | Dundalk               |
| 2023      | Shamrock Rovers       | Derry City            | St Patrick's Athletic |
| 2024      | Shelbourne            | Shamrock Rovers       | St Patrick's Athletic |

Nguồn: 

## Thống kê

### Theo câu lạc bộ
| Câu lạc bộ            | Vô địch | Mùa giải                                                                        |
| --------------------- | ------- | ------------------------------------------------------------------------------- |
| Shamrock Rovers       | 11      | 1983–84, 1984–85, 1985–86, 1986–87, 1993–94, 2010, 2011, 2020, 2021, 2022, 2023 |
| Dundalk               | 8       | 1987–88, 1990–91, 1994–95, 2014, 2015, 2016, 2018, 2019                         |
| Shelbourne            | 7       | 1991–92, 1999–2000, 2001–02, 2003, 2004, 2006, 2024                             |
| St Patrick's Athletic | 5       | 1989–90, 1995–96, 1997–98, 1998-99, 2013                                        |
| Bohemians             | 4       | 2000-01, 2002-03, 2008, 2009                                                    |
| Cork City             | 3       | 1992–93, 2005, 2017                                                             |
| Derry City            | 2       | 1988–89, 1996–97                                                                |
| Sligo Rovers          | 1       | 2012                                                                            |
| Drogheda United       | 1       | 2007                                                                            |
| Athlone Town          | 1       | 1982–83                                                                         |

Nguồn:

## Huấn luyện viên

### Danh sách các chiến thắng theo huấn luyện viên

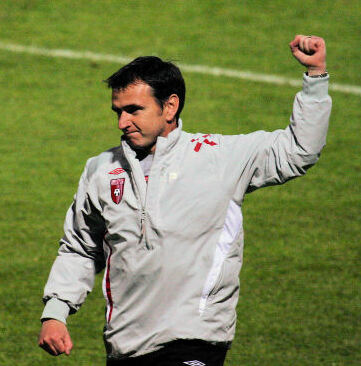
Pat Fenlon là huấn luyện viên thành công nhất League of Ireland Premier Division, khi vô địch 5 lần – 3 lần với Shelbourne và 2 lần với Bohemians

| Club              | Titles | Seasons                              |
| ----------------- | ------ | ------------------------------------ |
| Pat Fenlon        | 5      | 2003, 2004, 2006, 2008, 2009         |
| Stephen Kenny     | 5      | 2002–03, 2014, 2015, 2016, 2018      |
| Dermot Keely      | 4      | 1986–87, 1994–95, 1999–2000, 2001–02 |
| Jim McLaughlin    | 3      | 1985–86, 1988–89, 1991–92            |
| Liam Buckley      | 2      | 1998–99, 2013                        |
| Brian Kerr        | 2      | 1989–90, 1995–96                     |
| Turlough O'Connor | 2      | 1987–88, 1990–91                     |
| Michael O'Neill   | 2      | 2010, 2011                           |
| Ian Baraclough    | 1      | 2012                                 |
| John Caulfield    | 1      | 2017                                 |
| Roddy Collins     | 1      | 2000–01                              |
| Pat Dolan         | 1      | 1997–98                              |
| Paul Doolin       | 1      | 2007                                 |
| Felix Healy       | 1      | 1996–97                              |
| Noel O'Mahony     | 1      | 1992–93                              |
| Damien Richardson | 1      | 2005                                 |
| Ray Treacy        | 1      | 1993–94                              |

### Huấn luyện viên hiện tại
Huấn luyện viên tại vị lâu nhất hiện tại ở Giải ngoại hạng là Ollie Horgan, ở Finn Harps từ tháng 3 năm 2014.
|                  | Tên             | Câu lạc bộ            | Ngày bổ nhiệm        |
| ---------------- | --------------- | --------------------- | -------------------- |
| Cộng hòa Ireland | Liam Buckley    | Sligo Rovers          | 6 tháng 10 năm 2018  |
| Cộng hòa Ireland | Vinny Perth     | Dundalk               | 1 tháng 1 năm 2019   |
| Cộng hòa Ireland | John Cotter     | Cork City             | 2 tháng 5 năm 2019   |
| Cộng hòa Ireland | Keith Long      | Bohemians             | 30 tháng 10 năm 2014 |
| Bắc Ireland      | Kenny Shiels    | Derry City            | 5 tháng 11 năm 2015  |
| Cộng hòa Ireland | Stephen Bradley | Shamrock Rovers       | 1 tháng 11 năm 2016  |
| Cộng hòa Ireland | Alan Reynolds   | Waterford             | 2 tháng 1 năm 2017   |
| Cộng hòa Ireland | Harry Kenny     | St Patrick's Athletic | 25 tháng 9 năm 2018  |
| Cộng hòa Ireland | Ollie Horgan    | Finn Harps            | 1 tháng 3 năm 2014   |
| Cộng hòa Ireland | Collie O'Neill  | UC Dublin             | 2015                 |

## Vua phá lưới
| Mùa giải | Cầu thủ             | Câu lạc bộ             | Số bàn thắng |
| -------- | ------------------- | ---------------------- | ------------ |
| 1985–86  | Tommy Gaynor        | Limerick               | 15           |
| 1986–87  | Mick Byrne          | Shamrock Rovers        | 12           |
| 1987–88  | Jonathan Speak      | Derry City             | 24           |
| 1988–89  | Billy Hamilton      | Limerick               | 21           |
| 1989–90  | Mark Ennis          | St. Patrick's Athletic | 19           |
| 1990–91  | Peter Hanrahan      | Dundalk                | 18           |
| 1991–92  | John Caulfield      | Cork City              | 16           |
| 1992–93  | Pat Morley          | Cork City              | 20           |
| 1993–94  | Stephen Geoghegan   | Shamrock Rovers        | 23           |
| 1994–95  | John Caulfield      | Cork City              | 16           |
| 1995–96  | Stephen Geoghegan   | Shelbourne             | 19           |
| 1996–97  | Tony Cousins        | Shamrock Rovers        | 16           |
| 1996–97  | Stephen Geoghegan   | Shelbourne             | 16           |
| 1997–98  | Stephen Geoghegan   | Shelbourne             | 17           |
| 1998–99  | Trevor Molloy       | St. Patrick's Athletic | 15           |
| 1999–00  | Pat Morley          | Cork City              | 20           |
| 2000–01  | Glen Crowe          | Bohemians              | 25           |
| 2001–02  | Glen Crowe          | Bohemians              | 21           |
| 2002–03  | Glen Crowe          | Bohemians              | 18           |
| 2003     | Jason Byrne         | Shelbourne             | 21           |
| 2004     | Jason Byrne         | Shelbourne             | 25           |
| 2005     | Jason Byrne         | Shelbourne             | 22           |
| 2006     | Jason Byrne         | Shelbourne             | 15           |
| 2007     | David Mooney        | Longford Town          | 19           |
| 2008     | David Mooney        | Longford Town          | 15           |
| 2008     | Mark Farren         | Derry City             | 15           |
| 2008     | Mark Quigley        | St Patrick's Athletic  | 15           |
| 2009     | Gary Twigg          | Shamrock Rovers        | 24           |
| 2010     | Gary Twigg          | Shamrock Rovers        | 20           |
| 2011     | Éamon Zayed         | Derry City             | 22           |
| 2012     | Gary Twigg          | Shamrock Rovers        | 22           |
| 2013     | Rory Patterson      | Derry City             | 18           |
| 2014     | Christy Fagan       | St Patrick's Athletic  | 20           |
| 2014     | Patrick Hoban       | Dundalk                | 20           |
| 2015     | Richie Towell       | Dundalk                | 25           |
| 2016     | Seán Maguire        | Cork City              | 18           |
| 2017     | Seán Maguire        | Cork City              | 20           |
| 2018     | Patrick Hoban       | Dundalk                | 29           |
| 2019     | Junior Ogedi-Uzokwe | Derry City             | 14           |
| 2020     | Patrick Hoban       | Dundalk                | 10           |
| 2021     | Georgie Kelly       | Bohemians              | 21           |
| 2022     | Aidan Keena         | Sligo Rovers           | 18           |

Nguồn:

## Cầu thủ xuất sắc nhất năm
| Năm  | Player            | Club                   |
| ---- | ----------------- | ---------------------- |
| 2017 | Seán Maguire      | Cork City              |
| 2016 | Daryl Horgan      | Dundalk                |
| 2015 | Richie Towell     | Dundalk                |
| 2014 | Christy Fagan     | St Patrick's Athletic  |
| 2013 | Killian Brennan   | St Patrick's Athletic  |
| 2012 | Mark Quigley      | Sligo Rovers           |
| 2011 | Éamon Zayed       | Derry City             |
| 2010 | Richie Ryan       | Sligo Rovers           |
| 2009 | Gary Twigg        | Shamrock Rovers        |
| 2008 | Keith Fahey       | St. Patrick's Athletic |
| 2007 | Brian Shelley     | Drogheda United        |
| 2006 | Joseph N'Do       | Shelbourne             |
| 2005 | Mark Farren       | Derry City             |
| 2004 | Jason Byrne       | Shelbourne             |
| 2003 | Jason Byrne       | Shelbourne             |
| 2003 | Glen Crowe        | Bohemians              |
| 2002 | Owen Heary        | Shelbourne             |
| 2001 | Glen Crowe        | Bohemians              |
| 2000 | Pat Fenlon        | Shelbourne             |
| 1999 | Paul Osam         | St. Patrick's Athletic |
| 1998 | Pat Scully        | Shelbourne             |
| 1997 | Peter Hutton      | Derry City             |
| 1996 | Eddie Gormley     | St. Patrick's Athletic |
| 1995 | Liam Coyle        | Derry City             |
| 1994 | Stephen Geoghegan | Shamrock Rovers        |
| 1993 | Donald O'Brien    | Derry City             |
| 1992 | Pat Fenlon        | Bohemians              |
| 1991 | Pat Morley        | Cork City              |
| 1990 | Mark Ennis        | St. Patrick's Athletic |
| 1989 | Paul Doolin       | Derry City             |
| 1988 | Paddy Dillon      | St. Patrick's Athletic |
| 1987 | Mick Byrne        | Shamrock Rovers        |
| 1986 | Paul Doolin       | Shamrock Rovers        |

## Tài trợ
- 1990's: Bord Gáis (Bord Gáis League Premier Division)
- 2000–2008: Eircom (Eircom League Premier Division)
- 2010–nay: SSE Airtricity (Airtricity League Premier Division)